# Radivoje Jovanović
Radivoje Jovanović — Bradonja (srbsko Радивоје Јовановић — Брадоња), srbski general, * 10. november 1918, † 22. junij 2000.

## Življenjepis
Leta 1937 je vstopil v Vojaško akademijo, ki jo je končal leta 1940. Po aprilski vojni je vstopil v NOVJ in KPJ. Med vojno je bil poveljnik več enot.
Po vojni je končal sovjetsko Artilerijsko vojaško akademijo Džerzinski in VVA JLA; aprila 1963 je bil upokojen iz vojaške službe.
Po končani vojaški karieri je postal minister za promet Izvršnega sveta Socialistične republike Srbije.
Umrl je leta 2000 in bil pokopan v Aleji narodnih herojev na beograjskem Novem pokopališču.